# 1883 au Nouveau-Brunswick
Chronologie du Nouveau-Brunswick
- 1879
- 1880
- 1881
- 1882
- 1883
- 1884
- 1885
- 1886
- 1887

Cette page concerne des événements survenus en 1883 dans la province canadienne du Nouveau-Brunswick.

## Événements
- Création de l'Association libérale du Nouveau-Brunswick.
- 3 mars : Andrew George Blair devient premier ministre du Nouveau-Brunswick.
- 22 septembre : le conservateur Pierre-Amand Landry remporte l'élection partielle fédérale de Kent à la suite de la démission de Gilbert Girouard.

## Naissances
- 21 juin : Burton Maxwell Hill, député et ministre.
- 26 juillet : Jean George Robichaud, député.
- 22 août : John William Maloney, député.
- 27 octobre : Isaïe Melanson, député.
- 7 novembre : Henry Read Emmerson, député et sénateur.

## Décès
- 19 mars : Charles Hastings Doyle, lieutenant-gouverneur du Nouveau-Brunswick.
- 30 juin : Albert James Smith, premier ministre du Nouveau-Brunswick.
- 17 décembre : John Pickard, député.